# Zerene
Zerene é um género de borboletas da família Pieridae, comummente chamada de dogfaces (cara de cão). O parente vivo mais próximo é o género Colias. Elas são migratórias.

## Espécies[3]
- Zerene cesonia (Stoll, 1790)[4]
- Zerene eurydice (Boisduval, 1855)